# Међупланетарни транспортни систем
Међупланетарни транспортни систем (енгл. Interplanetary Transport System, ITS), раније познат под називом Марсов колонијални транспортер (енгл. Mars Colonial Transporter, MCT), је пројекат америчке приватне компаније Спејс екс који укључује развој вишекратних ракетних мотора, ракета-носача и свемирских капсула за људску посаду са циљем да се људи пошаљу до Марса и врате на Земљу.
Спејс екс је 2013. започео развој новог ракетног мотора Раптор. Према плану објављеном у јуну 2016. године, прво ће се 2018. ракетом Фалкон Хеви на Марс лансирати капсула Драгон 2, која ће демонстрирати технологију ретропропулсивног слетања на површину црвене планете. Затим ће 2020. бити послате још две капсуле Драгон 2, док се за 2022. планира први лет нове ракете супер-тешке категорије која ће на Марс доставити много већи терет. Истом ракетом 2024. или 2026. била би лансирана прва људска посада.
Власник компаније Спејс екс, Илон Маск, је 27. септембра 2016. на 67. Међународном астронаутичком конгресу објавио детаљну архитектуру мисија ка Марсу. Ракета-носач имаће пречник 12 метара, свемирски брод пречник 17 метара, а ракета и брод ће заједно имати висину од 122 метра. За погон ракете користиће се 42 Раптора, док ће се за погон свемирског борда користити 6 вакуумских и 3 „обична” (оптимизована за сагоревање у атмосферским условима) Раптора.